# Patrik Sandell
Anders Patrik Sandell (Östersund, 21 aprile 1982) è un pilota di rally svedese, vincitore del JWRC nel 2006.

## Carriera
A livello nazionale Sandell vinse il campionato rally junior 2WD nel 2004 e il campionato rally 2WD nel 2005.
Dopo il debutto nel campionato mondiale rally, avvenuto nel 2005, nel 2006 Sandell partecipò al campionato JWRC alla guida di una Renault Clio S1600; in sei rally ottenne un secondo posto in Svezia e in Argentina, una vittoria in Sardegna, un sesto posto nel Rally di Gran Bretagna e un settimo nel Rally di Finlandia, riuscendo a vincere il titolo con 32 punti totali. Nel 2007 si classificò sesto nel medesimo campionato con una vittoria in Finlandia e un secondo posto in Norvegia per un totale di 19 punti. Nel 2008 ottenne la settima posizione finale con un secondo posto in Finlandia e 21 punti all'attivo.
Nel 2008, oltre che nel mondiale Junior, gareggiò anche nel PWRC, dapprima con una Peugeot 207 S2000 e poi con una Mitsubishi Lancer Evolution, classificandosi in quarta piazza con 22 punti, frutto di un terzo posto in Svezia e del secondo in Turchia e in Nuova Zelanda. Nel 2009 passò a correre con una Škoda Fabia S2000 del Red Bull Rallye Team; ottenne due vittorie di fila in Norvegia e a Cipro e giunse secondo in Argentina, chiudendo la stagione nuovamente in quarta posizione con 30 punti.
Nella stagione 2010, con lo stesso team e la stessa vettura, prese parte al SWRC, nel quale si classificò secondo con 112 punti complessivi, a 11 lunghezze dal vincitore Xavier Pons; totalizzò due vittorie in Germania e in Francia e un terzo posto in Finlandia e ottenne anche i primi punti validi per la classifica assoluta del mondiale.
Nelle due stagioni successive marcò occasionali presenze nel mondiale con una Škoda Fabia S2000 e con una Mini Cooper WRC, per poi esordire, nel 2013, nel Global RallyCross Championship; nello stesso anno, nell'ambito degli X Games, vinse una medaglia di bronzo a Foz do Iguaçu nel rallycross e una d'argento a Los Angeles nella Gymkhana Grid.

## Vittorie nel mondiale rally

### Junior WRC
| Nº | Anno | Rally              | Copilota      | Vettura            |
| -- | ---- | ------------------ | ------------- | ------------------ |
| 1  | 2006 | Rally di Sardegna  | Emil Axelsson | Renault Clio S1600 |
| 2  | 2007 | Rally di Finlandia | Emil Axelsson | Renault Clio R3    |

### P-WRC
| Nº | Anno | Rally             | Copilota      | Vettura           | Squadra              |
| -- | ---- | ----------------- | ------------- | ----------------- | -------------------- |
| 1  | 2009 | Rally di Norvegia | Emil Axelsson | Škoda Fabia S2000 | Red Bull Rallye Team |
| 2  | 2009 | Rally di Cipro    | Emil Axelsson | Škoda Fabia S2000 | Red Bull Rallye Team |

### S-WRC
| Nº | Anno | Rally             | Copilota      | Vettura           | Squadra              |
| -- | ---- | ----------------- | ------------- | ----------------- | -------------------- |
| 1  | 2010 | Rally di Germania | Emil Axelsson | Škoda Fabia S2000 | Red Bull Rallye Team |
| 2  | 2010 | Rally d'Alsazia   | Emil Axelsson | Škoda Fabia S2000 | Red Bull Rallye Team |

## Risultati nel mondiale rally

### WRC
| 2005 | Scuderia | Vettura               |  |     |  |  |  |  |  |  |  |  |  |  |  |  |  |  | Punti | Pos. |
| ---- | -------- | --------------------- |  | --- |  |  |  |  |  |  |  |  |  |  |  |  |  |  | ----- | ---- |
| 2005 |          | Renault Clio Ragnotti |  | Rit |  |  |  |  |  |  |  |  |  |  |  |  |  |  | 0     |      |

| 2006 | Scuderia | Vettura            |  |    |  |  |  |    |    |  |  |    |  |  |    |  |  |    | Punti | Pos. |
| ---- | -------- | ------------------ |  | -- |  |  |  | -- | -- |  |  | -- |  |  | -- |  |  | -- | ----- | ---- |
| 2006 |          | Renault Clio S1600 |  | 20 |  |  |  | 22 | 15 |  |  | 34 |  |  | 30 |  |  | 33 | 0     |      |

| 2007 | Scuderia | Vettura         |  |  |    |  |    |  |    |  |    |    |  |     |  |  |  |  | Punti | Pos. |
| ---- | -------- | --------------- |  |  | -- |  | -- |  | -- |  | -- | -- |  | --- |  |  |  |  | ----- | ---- |
| 2007 |          | Renault Clio R3 |  |  | 21 |  | 53 |  | 31 |  | 18 | SQ |  | Rit |  |  |  |  | 0     |      |

| 2008 | Scuderia                                    | Vettura                                                            |  |    |    |     |     |    |     |    |    |  |    |    |    |  |     |  | Punti | Pos. |
| ---- | ------------------------------------------- | ------------------------------------------------------------------ |  | -- | -- | --- | --- | -- | --- | -- | -- |  | -- | -- | -- |  | --- |  | ----- | ---- |
| 2008 | Peugeot Sport Sweden Interspeed Racing Team | Peugeot 207 S2000 Renault Clio S1600 e R3 Mitsubishi Lancer Evo IX |  | 11 | 13 | Rit | Rit | 26 | Rit | 12 | 21 |  | 11 | 23 | 28 |  | Rit |  | 0     |      |

| 2009 | Scuderia             | Vettura           |  |    |   |     |  |    |    |  |  |  |  |    |  |  |  |  | Punti | Pos. |
| ---- | -------------------- | ----------------- |  | -- | - | --- |  | -- | -- |  |  |  |  | -- |  |  |  |  | ----- | ---- |
| 2009 | Red Bull Rallye Team | Škoda Fabia S2000 |  | 12 | 9 | Rit |  | 10 | 24 |  |  |  |  | 21 |  |  |  |  | 0     |      |

| 2010 | Scuderia             | Vettura           |    |  |    |  |    |  |  |    |    |  |    |  |    |  |  |  | Punti | Pos. |
| ---- | -------------------- | ----------------- | -- |  | -- |  | -- |  |  | -- | -- |  | -- |  | -- |  |  |  | ----- | ---- |
| 2010 | Red Bull Rallye Team | Škoda Fabia S2000 | 15 |  | 23 |  | 12 |  |  | 11 | 10 |  | 10 |  | 14 |  |  |  | 2     | 22º  |

| 2011 | Scuderia | Vettura           |    |  |  |  |  |  |  |  |  |  |  |  |  |  |  |  | Punti | Pos. |
| ---- | -------- | ----------------- | -- |  |  |  |  |  |  |  |  |  |  |  |  |  |  |  | ----- | ---- |
| 2011 |          | Škoda Fabia S2000 | 11 |  |  |  |  |  |  |  |  |  |  |  |  |  |  |  | 0     |      |

| 2012 | Scuderia      | Vettura                    |  |   |  |     |  |  |  |  |  |  |  |  |  |  |  |  | Punti | Pos. |
| ---- | ------------- | -------------------------- |  | - |  | --- |  |  |  |  |  |  |  |  |  |  |  |  | ----- | ---- |
| 2012 | Mini WRC Team | Mini John Cooper Works WRC |  | 8 |  | Rit |  |  |  |  |  |  |  |  |  |  |  |  | 4     | 27º  |

| Legenda | 1º posto | 2º posto | 3º posto | A punti | Senza punti | Ritirato | Squalificato | NP=Non partito C=Gara cancellata | Apice=Power stage |

### S-WRC
| 2010 | Scuderia             | Vettura           |   |  |   |  |   |  |  |   |   |  |   |  |   |  |  |  | Punti | Pos. |
| ---- | -------------------- | ----------------- | - |  | - |  | - |  |  | - | - |  | - |  | - |  |  |  | ----- | ---- |
| 2010 | Red Bull Rallye Team | Škoda Fabia S2000 | 4 |  | 5 |  | 4 |  |  | 3 | 1 |  | 1 |  | 4 |  |  |  | 112   | 2º   |

| Legenda | 1º posto | 2º posto | 3º posto | A punti | Senza punti | Ritirato | Squalificato | NP=Non partito C=Gara cancellata | Apice=Power stage |

### P-WRC
| 2008 | Scuderia             | Vettura                                    |  |   |  |     |  |  |     |   |  |  |   |  |  |  |     |  | Punti | Pos. |
| ---- | -------------------- | ------------------------------------------ |  | - |  | --- |  |  | --- | - |  |  | - |  |  |  | --- |  | ----- | ---- |
| 2008 | Peugeot Sport Sweden | Peugeot 207 S2000 Mitsubishi Lancer Evo IX |  | 3 |  | Rit |  |  | Rit | 2 |  |  | 2 |  |  |  | Rit |  | 22    | 4º   |

| 2009 | Scuderia             | Vettura           |  |   |   |     |  |   |    |  |  |  |  |   |  |  |  |  | Punti | Pos. |
| ---- | -------------------- | ----------------- |  | - | - | --- |  | - | -- |  |  |  |  | - |  |  |  |  | ----- | ---- |
| 2009 | Red Bull Rallye Team | Škoda Fabia S2000 |  | 1 | 1 | Rit |  | 2 | 11 |  |  |  |  | 7 |  |  |  |  | 30    | 4º   |

| Legenda | 1º posto | 2º posto | 3º posto | A punti | Senza punti | Ritirato | Squalificato | NP=Non partito C=Gara cancellata | Apice=Power stage |

### Junior WRC
| 2006 | Scuderia | Vettura            |  |   |  |  |  |   |   |  |  |   |  |  |    |  |  |   | Punti | Pos. |
| ---- | -------- | ------------------ |  | - |  |  |  | - | - |  |  | - |  |  | -- |  |  | - | ----- | ---- |
| 2006 |          | Renault Clio S1600 |  | 2 |  |  |  | 2 | 1 |  |  | 7 |  |  | 11 |  |  | 6 | 32    | 1º   |

| 2007 | Scuderia | Vettura         |  |  |   |  |    |  |   |  |   |    |  |     |  |  |  |  | Punti | Pos. |
| ---- | -------- | --------------- |  |  | - |  | -- |  | - |  | - | -- |  | --- |  |  |  |  | ----- | ---- |
| 2007 |          | Renault Clio R3 |  |  | 2 |  | 15 |  | 8 |  | 1 | SQ |  | Rit |  |  |  |  | 19    | 6º   |

| 2008 | Scuderia                    | Vettura                              |  |  |   |  |     |   |  |  |   |  |  |   |   |  |  |  | Punti | Pos. |
| ---- | --------------------------- | ------------------------------------ |  |  | - |  | --- | - |  |  | - |  |  | - | - |  |  |  | ----- | ---- |
| 2008 | AMSK Interspeed Racing Team | Renault Clio S1600 e Renault Clio R3 |  |  | 5 |  | Rit | 7 |  |  | 2 |  |  | 5 | 6 |  |  |  | 21    | 7º   |

| Legenda | 1º posto | 2º posto | 3º posto | A punti | Senza punti | Ritirato | Squalificato | NP=Non partito C=Gara cancellata | Apice=Power stage |